# Dakishimeru
Dakishimeru (oryg. tytuł w jęz. jap. 抱きしめる) – osiemnasty singel koreańskiej piosenkarki BoA. Singel został wydany 23 listopada 2005 roku.
Singel znajduje się na albumie Outgrow.

## Lista utworów
- CD singel, CD maxi-singel (23 listopada 2005)[1]

1. 抱きしめる – 3:50
2. „Before You Said Goodbye To Me” – 4:04
3. 抱きしめる (TV Mix) – 3:50
4. „Before You Said Goodbye To Me” (TV Mix) – 4:03

## Notowania na Listach przebojów
| Kraj    | Lista (2005) | Najwyższa pozycja |
| ------- | ------------ | ----------------- |
| Japonia | Top 20       | 11                |